# Flagge Rumäniens
Die Flagge Rumäniens existiert in der aktuellen Fassung seit dem Jahr 1989. Sie ist senkrecht in den Farben Blau, Gelb und Rot gestreift.

## Beschreibung
Die Nationalflagge ist eine Trikolore in den Farben Blau, Gelb und Rot (rumänisch: Albastru, galben și roșu) mit senkrechten Streifen.
| System            | Blau        | Gelb       | Rot       |
| ----------------- | ----------- | ---------- | --------- |
| RGB               | 0-43-127    | 252-209-22 | 206-17-38 |
| Hexadezimalformat | #002B7F     | #FCD116    | #CE1126   |
| Pantone®          | 280c        | 116c       | 186c      |
| CMYK              | 100-70-0-10 | 0-10-95-0  | 0-90-80-5 |

Die Maße wurden mit Gesetz Nr. 75 vom 26. August 1994 festgelegt:
- l = 2/3 × L
- C = 1/3 × L

## Geschichte
Ein Buch aus dem Jahr 1350 zeigt ein grünes Banner mit rotem Scimitar als Symbol Siluanas. Aus derselben Quelle stammt eine Abbildung des Banners von Vicina (Vecina), eines großen Hafens, nahe dem Donaudelta unter genuesischer Hoheit. Während die Flagge Genuas ein rotes Kreuz auf weißem Grund zeigt, soll demnach Vicina die Farben getauscht haben.
Die Nationalfarben Rumäniens entstammen den Bannern der Landesteile Moldau, Walachei und Siebenbürgen. Moldau nahm seine rote Flagge mit dem goldenen Ochsenkopf vermutlich unter Bogdan I. (1359–1365) an und behielt sie auch unter Stefan den Großen (1457–1504) und seinen Nachfolgern bei. Im 19. Jahrhundert wurde Blau der Flagge hinzugefügt. Mihail Șutu (1819–1821) hatte eine blaue Flagge mit Ochsenkopf auf der Vorderseite und dem heiligen Georg auf rotem Grund auf der Rückseite. Als Flagge zur See diente eine rote Flagge mit weißen Symbolen, der Ochsenkopf konnte auch schwarz sein. 1834 wurde eine blaue Handelsflagge eingeführt. Die rote Gösch symbolisierte die osmanische Oberhoheit. Aus dem Jahr 1858 ist eine Variante bekannt.
Michael der Tapfere (1593–1601) führte in der Walachei einen schwarzen Raben auf gelbem Grund, der auf einem grünen Baum stand und ein silbernes und goldenes Kreuz im Schnabel trug. Radu Șerban (1602–1611) verwendete eine weiße Flagge mit einem Adler, der ein Kreuz im Schnabel trug. Die Flagge von Vlad Vintilă de la Slatina (1532–1535) zeigte den Raben mit einem Kreuz im Schnabel auf einem Berg auf rotem Grund.
Der Sultan des Osmanischen Reichs erlaubte dem Fürsten der Walachei 1834 die Farben erstmals in einer Flagge zusammenzuführen. Die Reihenfolge und Anordnung der Streifen wurde mehrmals variiert. 1848 entstand dann daraus die heutige Trikolore, doch erst mit der Vereinigung der Walachei und Moldaus 1859 erhielt sie einen offiziellen Status. 1862 erhielt das Land den Namen Rumänien.
Mehrmals veränderten die Regierungen Rumäniens in Folge das Wappen Rumäniens im Zentrum der Flagge. Im kommunistischen Rumänien erhielt die Flagge am 8. Januar 1948 ein neues Wappen mit drei Hochöfen und einem Traktor in einem Weizenkranz. Dieses wurde wiederum am 13. April durch ein Wappen mit Wäldern, Bergen und einem Ölbohrturm ersetzt. 1952 ergänzte man das Wappen mit einem roten Stern und 1965 änderte man die Beschriftung des Schriftbanners.
Während der Revolution von 1989 waren bei den Protestmärschen viele Flaggen zu sehen, aus denen das kommunistische Symbol herausgeschnitten war. Die aktuelle Flagge wurde am 27. Dezember 1989 per Dekret durch den Rat der Front zur Nationalen Rettung angeordnet. Die Übergangsregierung beschloss, der neuen Flagge kein Wappen mehr hinzuzufügen und lehnte sich damit an die Hoheitszeichen des Königreiches Rumänien (1881–1947) an. Seit 1991 ist die Flagge in Artikel 12 der Verfassung Rumäniens festgeschrieben.

Fürstentum Rumänien
Königreich Rumänien
Volksrepublik Rumänien
Sozialistische Republik Rumänien
Revolutionsflagge 1989

## Ähnliche Flaggen
Die Flagge Rumäniens hat große Ähnlichkeiten mit der Nationalflagge des ethnisch und kulturell eng verbundenen Nachbarstaates Republik Moldau. Letzterer verwendet ein Wappen im Zentrum der Flagge und (nach russischem Vorbild) ein anderes Seitenverhältnis. Der Tschad hat eine Flagge, die sich nur im Farbton von der Rumäniens unterscheidet. Auch Andorra führt eine blau-gelb-rote Trikolore mit seinem Wappen im Zentrum.

Flagge Andorras
Flagge Moldaus
Flagge des Tschad